# Nada Ćurčija Prodanović
Nada Ćurčija Prodanović (ur. 1923, zm. 6 listopada 1992) – serbska tłumaczka, pisarka i nauczycielka gry na fortepianie.

## Życiorys
Nada Ćurčija Prodanović urodziła się w Banja Luce. Studiowała prawo. Ukończyła szkołę muzyczną oraz kursy języka angielskiego w British Council. Po zakończeniu II wojny światowej mieszkała w Belgradzie i uczyła gry na fortepianie w belgradzkiej szkole baletowej Lujo Davičo. Tłumaczeniami zajmowała się od 1950 roku. W 1961 roku napisała powieść dla nastolatków Ballerina (w języku angielskim). Przetłumaczyła na język angielski serbskie opowiadania ludowe, które ukazały się w Londynie w 1957 roku pod tytułem Yugoslav Folk Tales i zawierały 29 opowiadań. W Jugosławii wydano je w 1960 roku, a w 1966 roku ukazało się drugie wydanie. W Stanach Zjednoczonych książka ukazała się w 1957 i w 1960 roku. Przetłumaczono ją również na język japoński. W 1963 roku wydała kolejną książkę związaną z Serbią Heroes of Serbia: folk ballads retold. Przedstawia w nich bohaterów takich jak: królewicz Marko, car Łazarz, kosowska dziewczyna i innych. W 1964 roku książkę wydano w Stanach Zjednoczonych, a rok później przetłumaczono na niderlandzki i włoski. Przetłumaczyła na serbski pisma Carlosa Castanedy, Sinclaira Lewisa, Lorda Byrona i Josepha Conrada. Tłumaczyła również sztuki Johna Osborne’a, George’a Bernarda Shawa, Oscara Wilde’a, Roberta Bolta, Seána O’Caseya, Williama Congreve’a i Harolda Pintera.

## Twórczość
- Yugoslav Folk Tales. Londyn 1957[4]
- Ballerina. Londyn 1961[5]
- Heroes of Serbia: folk ballads retold. Londyn 1963[6]
- Ballet on Tour. Londyn 1972[7]
- Teuta, Queen Of Illyria. Londyn 1973[8]